# Turniej Czterech Narodów w skokach narciarskich 2007
Turniej Czterech Narodów w skokach narciarskich 2007 – 2. edycja Turnieju Czterech Narodów, która odbyła się w dniach 12–18 sierpnia 2007 w ramach Letniego Grand Prix w skokach narciarskich.
Zwycięzcą cyklu został Thomas Morgenstern, który o 3,1 pkt. wyprzedził Adama Małysza i o 5,3 pkt. Gregora Schlierenzauera. W turnieju sklasyfikowano 70 zawodników, w tym czterech Polaków.

## Kalendarz i wyniki
| Lp                                                   | Data                                                 | Miejscowość                                          | Skocznia                                             | HS                                                   | 1. miejsce            | 2. miejsce         | 3. miejsce            |
| ---------------------------------------------------- | ---------------------------------------------------- | ---------------------------------------------------- | ---------------------------------------------------- | ---------------------------------------------------- | --------------------- | ------------------ | --------------------- |
| 1.                                                   | 12 sierpnia 2007                                     | Hinterzarten                                         | Adlerschanze                                         | HS-108                                               | Thomas Morgenstern    | Adam Małysz        | Gregor Schlierenzauer |
| 2.                                                   | 14 sierpnia 2007                                     | Courchevel                                           | Tremplin du Praz                                     | HS-132                                               | Bjørn Einar Romøren   | Adam Małysz        | Georg Späth           |
| 3.                                                   | 16 sierpnia 2007                                     | Pragelato                                            | Trempolino a Monte                                   | HS-140                                               | Gregor Schlierenzauer | Thomas Morgenstern | Adam Małysz           |
| 4.                                                   | 18 sierpnia 2007                                     | Einsiedeln                                           | Andreas Küttel-Schanze                               | HS-117                                               | Thomas Morgenstern    | Adam Małysz        | Jernej Damjan         |
| Turniej Czterech Narodów 2007 – klasyfikacja końcowa | Turniej Czterech Narodów 2007 – klasyfikacja końcowa | Turniej Czterech Narodów 2007 – klasyfikacja końcowa | Turniej Czterech Narodów 2007 – klasyfikacja końcowa | Turniej Czterech Narodów 2007 – klasyfikacja końcowa | Thomas Morgenstern    | Adam Małysz        | Gregor Schlierenzauer |

## Klasyfikacja generalna
| Źródło  | Źródło                | Źródło | Źródło |
| Miejsce | Zawodnik              | Punkty |        |
| ------- | --------------------- | ------ | ------ |
| 1.      | Thomas Morgenstern    | 1017,8 |        |
| 2.      | Adam Małysz           | 1014,7 |        |
| 3.      | Gregor Schlierenzauer | 1012,5 |        |
| 4.      | Simon Ammann          | 966,9  |        |
| 5.      | Andreas Kofler        | 956,2  |        |
| 6.      | Wolfgang Loitzl       | 958,8  |        |
| 7.      | Martin Schmitt        | 954,7  |        |
| 8.      | Georg Späth           | 943,4  |        |
| 9.      | Jernej Damjan         | 935,6  |        |
| 10.     | Harri Olli            | 911,0  |        |
| ...     |                       |        |        |